# Philip Showalter Hench
Philip Showalter Hench (ur. 28 lutego 1896 w Pittsburghu, Pensylwania, zm. 30 marca 1965 w Ocho Rios) – amerykański lekarz reumatolog, laureat Nagrody Nobla 1950.
Był profesorem Kliniki Mayo w Rochester (Minnesota).
W 1950 otrzymał Nagrodę Nobla, razem z Tadeuszem Reichsteinem i Edwardem Kendallem, za odkrycia dotyczące budowy chemicznej i działania hormonów kory nadnerczy, a także za zastosowanie tych hormonów w walce z chorobami reumatycznymi.